# 러드쥐
러드쥐 또는 흰배붓털쥐(Uranomys ruddi)는 쥐과에 속하는 설치류이다. 러드쥐속(Uranomys)의 유일종이다. 가시생쥐류와 붓털쥐류, 콩고숲쥐의 근연종이다.

## 특징
머리부터 몸까지 길이는 8.4~13.4cm이다. 꼬리 길이느 5.3~7.9cm, 몸무게는 41~53g이다. 등쪽의 털은 붓털쥐류의 털처럼 뻣뻣하지만 가시생쥐류와 같은 가시털은 없다. 배는 희고, 발은 흰 털로 덮여 있다. 앞니는 앞으로 돌출되어 있다.

## 자연사
아프리카에 널리 분포하는 것으로 알려져 있지만, 결코 흔하지는 않다. 사바나 지역 서식지에서 주로 붙잡힌다. 야행성 동물로 간주되며, 주로 곤충을 먹는다.